# فرودگاه برمن
فرودگاه برمن (به انگلیسی: Bremen Airport) (به زبان بومی: Flughafen Bremen) یک فرودگاه با کد یاتا BRE است که یک باند فرود بله دارد و طول باند آن آسفالت متر است. این فرودگاه در شهر برمن کشور آلمان قرار دارد و در ارتفاع ۴ متری از سطح دریا واقع شده‌است.

## شرکت‌های هواپیمایی و مقصدهای پروازی
The following airlines operate regular scheduled and charter flights at Bremen Airport:
| شرکت‌های هواپیمایی                             | مقصدهای پروازی |
| --------------------------------------------- | --- |
| ایر فرانس اجرا توسط هاپ!                      | شارل دوگل پاریس |
| بی‌ام‌آی رجیونال                                | تولوز-بلانیاک |
| بروکسل ایرلاینز اجرا توسط بی‌ام‌آی رجیونال      | بروکسل |
| یورو وینگز                                    | اشتوتگارت فصلی: پالما د مایورکا |
| یورو وینگز اجرا توسط Eurowings Europe         | زالتسبورگ (آغاز از ۲۳ دسامبر ۲۰۱۷) |
| جرمنیا                                        | آنتالیا، آتن، فوئرته‌ونتورا، کریستیانو رونالدو، گرن کناریا، غردقه، لانزاروته، پالما د مایورکا، تنریف جنوبی فصلی: بورگاس، کورفو، دالامان، قاضی پاشا، هراکلین، ایبیزا، جزیره کوس، کفلاویک، رود، شرم‌الشیخ (آغاز از ۳ نوامبر ۲۰۱۷), وارنا                                                                                              |
| کاال‌ام اجرا توسط کی‌ال‌ام سیتی‌هاپر              | اسخیپول آمستردام |
| لوفت‌هانزا                                     | فرانکفورت، مونیخ |
| لوفت‌هانزا رجینال اجرا توسط لوفت‌هانزا سیتی‌لاین | مونیخ |
| رایان‌ایر                                      | آلیکانته-الچه، استانستد لندن، پالما د مایورکا، ریگا، ویلنیوس فصلی: اوریو آل سریو، خانیا، دوبلین، ادینبرو، عوودا، فارو، فس-سایس (آغاز از ۲ نوامبر ۲۰۱۷)، فوئرته‌ونتورا، جیرونا-کاستا براوا، گرن کناریا، لیسبون پورتلا، مالاگا، ناپل، فرنسیسکو جسا کارنئیرو، استکهلم-اسکاوستا، لنارت مری تالین، تامپره-پریکالا، تنریف جنوبی، سالونیک |
| Small Planet Airlines (Germany)               | چارتر فصلی: آنتالیا، بورگاس، جزیره کوس، هراکلین، منورکا، پالما د مایورکا، رود |
| سان اکسپرس                                    | فصلی: عدنان مندرس |
| ترکیش ایرلاینز                                | فرودگاه جدید استانبول |